# Hypodryas pallida
Hypodryas pallida är en fjärilsart som beskrevs av Arnold Spuler 1901. Hypodryas pallida ingår i släktet Hypodryas och familjen praktfjärilar. Inga underarter finns listade i Catalogue of Life.